# Radkov (Opavai járás)
Radkov település Csehországban, a Opavai járásban. Radkov Větřkovice, Březová, Vítkov, Hradec nad Moravicí és Melč településekkel határos. Lakosainak száma 493 fő (2024. január 1.).

## Népesség
A település lakosságának változását az alábbi diagram mutatja:
| Lakosok száma | 1002 | 1152 | 1013 | 574  | 588  | 508  | 488  | 488  | 501  | 493  |
|               | 1869 | 1890 | 1921 | 1950 | 1980 | 2001 | 2017 | 2019 | 2022 | 2024 |